# Brian Blume
Pour les articles homonymes, voir Blume.
Brian J. Blume (né le 12 janvier 1950 et mort le 27 mars 2020) est connu pour avoir été l'associé de Gary Gygax dans la maison d'édition TSR, qui a produit le jeu de rôle fantasy Donjons et Dragons. Il est également co-auteur du jeu de rôle Boot Hill.

## Biographie

### Jeunesse
Brian Blume est né le 12 janvier 1950 à Oak Park, dans l'Illinois, aux États-Unis. Ses parents sont Melvin et Kathleen Blume,. Il grandit à Wauconda, dans l'Illinois, avec ses quatre frères et ses trois demi-frères. À sept ans Blume commence à jouer aux échecs, et il commence à jouer à Gettysburg (en) à neuf ans.
Fasciné par l'histoire dès le collège, il participe à des jeux de figurines au lycée, où il est Valedictorian (major de promotion). Par la suite, Blume s'inscrit au Wabash College à Crawfordsville, qu'il quitte plus tard pour travailler comme outilleur dans l'entreprise de son père pendant cinq ans,.